# Nocardia thailandica
Espèce
Nocardia thailandica est une espèce de bactéries de la famille des Nocardiaceae.

## Taxonomie
Le nom correct complet (avec auteur) de ce taxon est Nocardia thailandica Kageyama et al. 2005.

### Étymologie
L'étymologie du nom spécifique de N. thailandica est la suivante : tha.i.lan’di.ca. N.L. fem. adj. thailandica, Fait référence à la Thaïlande, où la souche type a été isolée.